# Liste des congrégations catholiques
Principales congrégations ou sociétés religieuses catholiques, et les abréviations correspondantes (soit en capitales et sans point abréviatif, soit en bas de casse et avec point) :

## Lesordres monastiques

### Bénédictins
- L'ordre de Saint-Benoît (les Bénédictins), o.s.b., fondé vers 529 par saint Benoît de Nursie, dont :
  - La confrérie de Saint-Sébastien (bénédictins) ;
  - La congrégation de La Chaise-Dieu (les Casadéens), fondée par Robert de Turlande en 1043, et rattachée en 1640 à la congrégation de Saint-Maur) ;
  - La congrégation de Saint-Maur (les Mauristes), fondée en 1618 par Louis XIII ;
  - La congrégation de Saint-Vanne et Saint-Hydulphe, fondée en 1604 par dom Didier de la Cour ;
- L’ordre de Fontevraud, fondé en 1101 par Robert d'Arbrissel.
- La congrégation des Adoratrices du Sacré-Cœur de Montmartre, o.s.b.
- La congrégation des Bénédictines du Sacré-Cœur de Montmartre, b.s.c.m.
- L'ordre des Bénédictines de l'Adoration perpétuelle du Très-Saint-Sacrement

### Clunisiens
- L'ordre clunisien ou ordre de Cluny, fondé en 910 par Guillaume le Pieux (selon la réforme de saint Benoît d'Aniane).

### Cisterciens
- L’ordre cistercien ou ordre de Cîteaux (les Cisterciens), s.o.c., fondé en en 1098 par saint Robert de Molesmes.
- L'ordre des Bernardins (réforme de saint Bernard de Clairvaux).
- L’ordre cistercien de la Stricte Observance (les Trappistes), o.c.s.o., fondé en 1892.

### Ordres monastiques féminins
- L'ordre de l'Annonciation de la Vierge Marie (les Annonciades), o.ann.m.
- L'ordre de l'Annonciation céleste (les Célestes), o.ss.a.
- L’ordre du Carmel (les Carmélites), o.c., o.carm.
- L’ordre des Carmélites déchaussées, o.c.d.
- L’ordre de l'Immaculée Conception (les Conceptionnistes), o.i.c.
- L’ordre des Pauvres Dames (les Clarisses), o.s.c.
- L’ordre des Clarisses capucines (les Clarisses capucines), o.s.c.cap.
- L’ordre de Saint-Jérôme (les Hiéronymites), o.s.h.
- L’ordre de Sainte-Ursule (les Ursulines), o.s.u.
- L’ordre de la Visitation de Sainte-Marie (les Visitandines), o.d.v., fondé en 1610 par Saint François de Sales.
- Les Carmélites de Saint Joseph, fondées en 1872 par Léontine Jarre.

## Les ordresérémitiques
- L'ordre camaldule (les Camaldules), fondé en 1012 par Saint Romuald.
- L'ordre de Grandmont, fondé en 1074 par Étienne de Muret.
- L'ordre des Chartreux, o.cart., fondé en 1084 par Saint Bruno.
- L'ordre de Chalais, fondé en 1142 par Hugues de Chateauneuf (absorbé en 1303 par les Chartreux).
- L'ordre des Célestins, fondé en 1248 par Pierre de Morrone.
- La communauté érémitique des Carmes déchaux du Monastère de Saint Joseph de Las Batuecas.
- La fraternité Monastique Saint-Jean-de-la-Croix.

## Lesordres hospitaliersetmilitaires
- L'ordre de Saint-Jean de Jérusalem (ordre des Hospitaliers), fondé vers 1070.
  - Sœurs hospitalières de Saint-Jean-de-Jérusalem
- L'ordre du Temple (ordre des Templiers), fondé en 1129.
- L'ordre Teutonique (ordre des chevaliers Teutoniques), fondé en 1190.
- L'ordre des Hospitaliers du Saint-Esprit, o.s.s., fondé en 1180.
- La confrérie de l'Arche (confrérie du Saint-Esprit), fondée vers 1189 par Guy de Montpellier.
- L'ordre hospitalier de Saint-Jean-de-Dieu (les Frères de la charité), fondé en 1539 par saint Jean de Dieu.
- L'ordre souverain militaire et hospitalier de Saint-Jean de Jérusalem, de Rhodes et de Malte, fondé en 1961 par le pape Jean XXIII.

## Lesordres mendiants

### Franciscains
- L’ordre des Frères mineurs (les Franciscains), o.f.m, fondé en 1210 par saint François d'Assise.
- Les tiers-ordres franciscain :
  - l’Ordre franciscain séculier, o.f.s., fondé en 1222 ;
  - le Tiers-Ordre régulier franciscain, t.o.r.
- L’ordre des Frères mineurs capucins (les Capucins), o.f.m.cap, fondé en 1525 par Matthieu de Baschi.
- L’ordre des Frères mineurs conventuels, o.f.m.conv.

### Carmes
- Les Grands Carmes (les Carmes de l'antique observance ou Carmes chaussés), o.c., cette branche est structurée en quatre ordres :
  - les Carmes (hommes), ordre fondé en 1185 par saint Berthold du mont Carmel.
  - les Carmélites chaussées (de l'ancienne observance) ;
  - le Tiers-ordre de la Bienheureuse Vierge Marie du Mont Carmel qui regroupe les laïcs rattachés au Carmel ;
  - les Ermites de la Bienheureuse Vierge Marie du Mont Carmel (hommes et femmes).
- L'ordre des Carmes déchaux (issu de la réforme menée en 1562 par sainte Thérèse d'Avila et Jean de la Croix) o.c.d., cette branche est elle aussi découpée en trois ordres :
  - les Carmes (hommes) ;
  - les Carmélites déchaussées (femmes)
  - des laïcs regroupés dans l’ordre des Carmes déchaux séculier o.c.d.s. (anciennement Tiers-Ordre carmélite).

À ces branches se rajoutent différentes communautés de carmélites apostoliques (religieuses non cloitrées), rattachées à l'ordre des Carmes déchaux ou aux Grands Carmes (voir la liste des congrégations religieuses rattachées à l'ordre du Carmel). Tel que l'Ordre des Carmes du Désert de Jésus, ocdj.

### Dominicains
- L’ordre des Prêcheurs (les Dominicains), o.p., fondé en 1215 par saint Dominique de Guzmán.
- Les Dominicaines missionnaires des campagnes, fondées en 1907 par Mère Marie Saint-Jean, à l'origine Filles de la Foi, d.m.c.
- La Communauté de l'Agneau, les Petites Sœurs de l'Agneau fondées en 1983 et les Petits Frères de l'Agneau en 1990. Vincent de Couesnongle, Maître de l'ordre des Prêcheurs, reconnaît la communauté comme une branche de l'Ordre des Prêcheurs le 16 juillet 1983. Il n'y a toutefois aucun lien hiréarchique entre l'ordre des Prêcheurs et les communautés de charisme dominicain telles que la Communauté de l'Agneau, les Domicaines missionnaires des campagnes, ou de nombreuses autres.

### Augustins
- L’ordre de Saint-Augustin, o.s.a., fondé en 1243.
- Les Augustins récollets, o.a.r., fondé en 1588.
- Les Augustins déchaussés, o.a.d., fondé en 1593.

### Autres ordres
- L’ordre de Saint-Guillaume (les Guillemites).

## Les congrégations declercs réguliers
- La Compagnie de Jésus (les Jésuites), s.j., fondée en 1539 par saint Ignace de Loyola.
- Les Théatins, ordre fondé à Rome en 1524 par saint Gaétan de Thiène et Pietro Carafa.
- Les Camilliens, fondé à Rome en 1586 par saint Camille de Lellis.
- Les Barnabites ou Clercs réguliers de Saint-Paul, fondé en 1530 à Milan par Antoine-Marie Zaccaria.
- Les Somasques, fondé à Somasca (Italie), vers 1535 par saint Jérôme Emilien.
- Les Léonardiens, fondé en 1574 par saint Jean Leonardi.
- Les Caracciolins, fondé en 1588 par saint François Caracciolo.
- Les Piaristes, ordre fondé en 1597 par saint Joseph Calasanz.

## Lesordres rédempteurs
- L’ordre de la Très Sainte Trinité et des Captifs (les Trinitaires ou Mathurins ou Frères aux Ânes).
- Les Mercédaires.

## Leschanoines réguliers
Encore en activité :
- Les Chanoines réguliers de saint Augustin dont :
  - la congrégation des Chanoines réguliers de Saint Victor, dits Victorins, c.r.s.v., fondés par Guillaume de Champeaux à l'abbaye Saint-Victor de Paris et refondés en 1968 ;
  - la congrégation des Chanoines réguliers du Saint Très-Saint Sauveur de Latran, c.r.l, à Rome ;
  - la congrégation d’Autriche, à St.Florian ;
  - la congrégation des Frères de la Vie commune, à Weilheim (Allemagne) ;
  - la congrégation des Chanoines réguliers de Marie Mère du Rédempteur, c.r.m.r., (les Petits Frères de Marie) à Bazougers ;
  - la congrégation des Chanoines réguliers de la Mère de Dieu, fondée en 1969 ;
  - la congrégation de Windesheim, à Langquaid (Allemagne) en 1386 ;
  - la congrégation de Saint-Maurice d’Agaune (Suisse) ;
  - la congrégation des chanoines réguliers de l'Immaculée Conception, à Rome ;
  - la congrégation des Chanoines du Grand-Saint-Bernard, fondée par saint Bernard de Menthon vers 1050 ;
- L'ordre des chanoines réguliers de Prémontré (les Prémontrés) ;
- Les Chanoines réguliers de la Sainte-Croix de Coïmbre ;
- Les Chanoines réguliers de la Très Sainte-Croix de l'Étoile Rouge ;
- Les Chanoines réguliers de la Sainte-Croix ;

Disparus :
- La congrégation de Notre-Sauveur, fondée par Pierre Fourier au XVIIe siècle ;
- L'ordre hospitalier de Saint-Antoine, dits religieux de Saint-Antoine ou Antonins ;
- Les Chanoines de Saint-Ruf ;
- La congrégation des Chanoines d'Arrouaise ;
- La congrégation de France, dits Génovéfains ;
- La congrégation de Groenendael fondée en 1402 rattachée à la congrégation de Windesheim en 1412.

## Les congrégations de clercsséculiers
- La Compagnie de Marie (les Montfortains), s.m.m.
- Les Salésiens de Saint-Jean-Bosco (les Salésiens), s.d.b., fondée à Turin par Jean Bosco en 1859
- Les Passionistes (la congrégation de la Passion de Jésus-Christ), c.p.
- La Société de Marie, s.m., dont :
  - les Pères maristes, fondés à Lyon en 1816 ;
  - les Marianistes, fondés à Bordeaux en 1817 ;
  - la congrégation de la Retraite (les Sœurs de la Retraite) fondée à Redon en 1823.
- La congrégation des Pères marianistes de l'Immaculée Conception de la Très Sainte Vierge Marie, c.m.i.
- La congrégation des Augustins de l'Assomption (les Assomptionnistes), a.a.
- La congrégation du Saint-Esprit (les Spiritains), c.s.sp.
- La Pères et Religieuses des Sacrés-Cœurs de Picpus (les Religieux de Picpus), ss.cc.
- La congrégation du Très-Saint-Rédempteur (les Rédemptoristes), c.ss.r.
- La communauté Saint-Jean, f.s.j.

## Les instituts de vieapostoliques
- La congrégation de Jésus et Marie (les Eudistes), c.j.m.
- Les Pères blancs, p.b.
- Les Prêtres de Saint-Sulpice (les Sulpiciens), p.s.s.
- La congrégation de la Mission (les Lazaristes), c.m., fondée en 1625 par saint Vincent de Paul.
- La congrégation de l'Oratoire (les Oratoriens), c.o.
- Les Missions étrangères de Paris, mep.
- Les Pallotins (Union ou Société de l'apostolat catholique), s.a.c.
- Les Oblats de Marie-Immaculée, o.m.i.
- La congrégation du Cœur Immaculé de Marie (les Scheutistes), c.i.c.m.
- Les Fils du Cœur Immaculé de Marie (les Clarétains), c.m.f.
- L'Institut Christ-Roi Souverain Prêtre, fondée en 1990, i.c.r.s.p.
- L'institut des Soeurs de Saint Joseph, fondée en 1650, i.s.s.j.
- Les missionnaires comboniens du Sacré-Cœur (comboniens).

## Les congrégations enseignantes

### Masculines
- Les Frères des écoles chrétiennes (les Lasalliens), f.s.c., qui ont absorbé :
  - en 1938 : Les Frères des Écoles chrétiennes de la Miséricorde, à Montebourg.
- Les Frères maristes des Écoles, f.m.s., qui ont absorbé :
  - en 1830 : Les Frères de La Côte-Saint-André fondés en 1830 par M. Douillet, directeur du séminaire de La Côte-Saint-André ;
  - en 1842 : Les Frères de l'Instruction Chrétienne de Saint-Paul-Trois-Châteaux fondés en 1823 par l'abbé Étienne Fière ;
  - en 1844 : Les Frères de l’Institution Chrétienne de Viviers fondés en 1810 par l'abbé Richard, chapelain de Notre-Dame de Bon Secours ;
  - en 1909 : Les Frères de la Mère de Dieu fondé le 8 septembre 1884 par Valentin Garnier, s.j, vicaire apostolique du Kiang-Nang[1] ;
  - en 1912 : Les Frères de la doctrine chrétienne de Nancy, dits de Sion-Vaudémont, à Vézelise, congrégation fondée à Colroy-la-Roche en 1817 par Dom Joseph Fréchard (1765-1849) ;
  - en 1956 : Les Frères de Saint Pierre Claver fondés au Nigéria en 1944 par le spiritain Charles Heerey, vicaire apostolique d’Onitsha ;
  - en 1959 : Les Frères de Saint François Régis fondés à la Roche-Arnaud au Puy-en-Velay en 1850 par le jésuite Maxime de Bussy.
- Les Frères de Saint-Viateur, à Vourles, c.s.v., qui ont absorbé :
  - en 1844 : Les Frères de Saint-Odilon, aux Ternes, congrégation fondée par le père Murat en 1837 ;
  - en 1854 : Les Frères de Saint-Jean de Rodez fondés en 1851 à Nant par Jean-François Croizier, évêque de Rodez ;
  - en 1920 : Les Frères de la Croix de Jésus, congrégation fondée en 1816 par le chanoine Claude-Marie Bochard (1759-1834) ;
  - en 1931 : Les Frères de Notre-Dame des Champs fondés en 1902 à Saint-Damien-de-Buckland par Joseph-Onésime Brousseau[2] ;
  - en 1984 : Les Oblats de Saint-Viateur fondés en 1927 à Montréal par le frère Arthur Clément.
- La société de Marie (pères maristes), s.m.
- Les Clercs réguliers de la Mère de Dieu pour les écoles pies ou les Clercs réguliers des écoles pies ou les Piaristes, s.p.
- La congrégation de Sainte-Croix, c.s.c., (les Crucistes), congrégation fondée au Mans (Sarthe) en 1837 par le Père Basile Moreau.
- La Société de Marie (Marianistes), frères et prêtres, s.m., à Bordeaux, en 1817, par le père Guillaume-Joseph Chaminade.
- Les Frères de l'instruction chrétienne, dits de Lamennais, f.i.c.p., à Ploërmel (Morbihan), qui ont absorbé :
  - en 1876 : Les Frères de l'Instruction chrétienne d'Auch (les Frères de Gascogne) fondés en 1876 par Nicolas de la Croix d'Azolette.
  - en 1880 : Les Frères de Sainte-Marie de Tinchebray fondé en 1850 à Tinchebray par l'abbé Charles-Augustin Duguey.
- Les Frères de la doctrine chrétienne de Strasbourg, congrégation fondée en 1845 par le chanoine Eugène Mertian (1823-1890), un jésuite, le Père Schneider, et M. Ignace Mertian.
- Les Frères de Saint-Antoine à Paris, congrégation fondée par l'abbé Tabourin en 1709, dissoute avant 1901.
- Les Frères de l'instruction chrétienne de Saint-Gabriel, à Saint-Laurent-sur-Sèvre.
- Les Petits Frères de Marie, à Notre Dame de l'Hermitage et à Saint-Genis-Laval.
- Les Frères de Notre-Dame de Bon-Secours, à Oran (Algérie).
- Les Frères de Saint-Joseph, à Oullins, congrégation fondée en 1835 par l'Abbé Joseph Rey[3] (1798-1875).
- Les Frères de Saint-Joseph, à Saint-Fuscien, congrégation fondée en 1825 par l'abbé Lardeur.
- Les Frères du Sacré-Cœur, s.c., fondation en 1821 par le père André Coindre.
- Les Frères agriculteurs de Saint-François d'Assise, congrégation[4] fondée en 1840 par l'abbé Gabriel Deshayes, a dirigé une colonie agricole[5] à Saint-Antoine-de-Bois entre 1841 et 1899, date à laquelle la congrégation se rapproche des salésiens de Don Bosco.
- Les Frères de la Sainte-Famille, f.s.f., fondés en 1835 à Belley par le Frère Gabriel Taborin.
- Les Frères du Saint-Esprit et du Saint-Cœur de Marie, à Paris.

### Féminines

#### Fondations auXVesiècle
- La congrégation des Sœurs franciscaines du Christ Roi, fondée dans la république de Venise en 1471.

#### Fondations auXVIIesiècle
- La congrégation de la Compagnie de Marie Notre-Dame[6], o.d.n., fondée à Bordeaux en 1607 par Jeanne de Lestonnac, nièce de Montaigne.
- La congrégation des Filles de Saint-Joseph. Bordeaux, également connues sous le nom des Filles hospitalières de la congrégation de Saint-Joseph pour l'instruction des orphelines, fondée à Bordeaux en 1638 par Marie Delpech de L'Estang (morte en 1671), absorbée par la congrégation des sœurs de la Providence de Lisieux en 1965.
- La congrégation de l'Union-Chrétienne de Saint-Chaumond, fondée à Paris en 1652, par Saint Vincent de Paul et la vénérable Marie Lumague.
- La congrégation de Notre-Dame de Montréal, c.n.d, fondée à Montréal en 1659, par Marguerite Bourgeoys.
- La congrégation des Maîtresses charitables du Saint Enfant Jésus, fondée en 1662 par le père Nicolas Barré qui se scinde en 1691 en deux congrégations distinctes :
  - la congrégation des Sœurs de l'Enfant Jésus - Nicolas Barré, dite aussi « Dames de Saint-Maur » ;
  - la congrégation des Sœurs de l’Enfant Jésus – Providence de Rouen.
- la congrégation des Sœurs de l'Enfant-Jésus du Puy-en-Velay fondée en 1667 par Anne-Marie Martel.
- La congrégation des Sœurs du Saint Enfant Jésus, fondée en 1676 à Reims par le bienheureux Nicolas Roland.
- La congrégation des Filles de la Sainte-Vierge de la Retraite (de Lannion-Vannes), fondée à Vannes en 1675 par Catherine de Francheville, fusionne en 1966.
- La congrégation des Filles de la Sainte-Vierge de la Retraite de Rennes, fondée en 1676 à Rennes par Mme Jeanne Budes de Guébriant. Devenue la Fraternité Notre-Dame après 1960, elle s'unit aux Sœurs du Sacré-Cœur de Jésus de Saint-Jacut-les-Pins en 1990.
- La congrégation de la Retraite de Quimper, dite aussi des Filles du Sacré-Cœur de Jésus[7], fondée en 1678.
- La congrégation des Sœurs de Saint Charles de Lyon, fondée à Lyon en 1680, par le père Charles Démia (1637-1689).
- La congrégation des Sœurs de la charité de Notre-Dame d'Évron, s.c.e., fondée en 1682 par mère Perrine Thulard (née en 1654).
- La congrégation des Sœurs de la Providence de Lisieux, fondée à Lisieux en 1683 par Jeanne-Françoise et Marie-Thérèse Jouen.
- La congrégation des Sœurs de la charité dominicaines de la Présentation, o.p., fondée en 1696 à Sainville par la bienheureuse Marie Poussepin (1653-1744).
- La Congrégation des Soeurs Trinitaires fondée vers 1660 à St Nizier et puis en 1685 à Valence[réf. nécessaire].

#### Fondations auXVIIIesiècle
- La congrégation des Filles de la Sagesse fondée en 1703 par saint Louis-Marie Grignion de Montfort et la bienheureuse Marie-Louise Trichet.
- La congrégation des Sœurs de la doctrine chrétienne, d.c., fondée à Nancy par le Père Jean-Baptiste Vatelot au début du XVIIIe siècle.
- La congrégation de l'Union-Chrétienne de Saint-Chaumond, fondée à Poitiers en 1652, par St Vincent de Paul et Marie Lumague.
- La congrégation des Sœurs de la retraite chrétienne, fondée aux Fontenelles dans le Doubs par l'Abbé Receveur (1750-1804).
- La congrégation des Sœurs de la Présentation de Marie, p.m. fondée en 1796 par la bienheureuse Marie Rivier.
- La congrégation des Sœurs de la charité de sainte Jeanne-Antide Thouret, fondée à Besançon en 1799, par sainte Jeanne-Antide Thouret, (1765-1826).
- La congrégation des Sœurs du Sacré-Cœur, r.s.c.j., fondée à Paris en 1800 par sainte Madeleine-Sophie Barat, (1779-1865).
- La congrégation des Dominicaines du Saint Nom de Jésus, s.n.j, fondée en 1800 à Toulouse, par le père François Vincent.

#### Fondations auXIXesiècle
- La congrégation des Sœurs de la Sainte-Famille de Besançon fondée en 1803 par Jeanne-Claude Jacoulet (1772-1836).
- La congrégation des Sœurs de la Charité de Saint-Louis, fondée à Vannes en 1803 par Madame Molé de Champlâtreux, en religion Mère Saint-Louis (1763-1825) soutenue par Antoine de Pancemont, évêque de Vannes.
- La congrégation des Sœurs de la Providence de Saint André de Peltre, fondée en 1806 par le Père Antoine Gapp.
- La congrégation de la Mère de Dieu, congrégation refondée à Paris, en 1806 par Mme Lezeau, à partir d'une œuvre charitable fondée en 1648 par le père Jean-Jacques Olier.
- La congrégation des Filles de la Croix, f.d.l.c, fondée à Saint-Pierre-de-Maillé, en 1807 par Saint André-Hubert Fournet (1752-1834) et Sainte Jeanne-Élisabeth Bichier des Ages (1773-1838).
- La congrégation des Sœurs de Sainte Chrétienne, s.s.ch, fondée en 1807 à Argancy, par Anne-Victoire et Alexis de Méjanès.
- La congrégation des Sœurs de Saint-Joseph-de-Cluny fondée en 1807 par Anne-Marie Javouhey.
- La congrégation des Filles de Marie Immaculée, fondée à Agen en 1816 par Adèle de Trenquelléon.
- La congrégation des sœurs du Sacré-Cœur de Jésus de Saint-Jacut-les-Pins, fondée à Saint-Jacut-les-Pins en 1816, par Angélique Le Sourd.
- La congrégation des Filles de la Providence de Saint-Brieuc fondée en 1818 par le père Jean-Marie de La Mennais.
- La congrégation des Religieuses de Jésus-Marie, r.j.m., fondée en 1818 par sainte Claudine Thévenet.
- La congrégation des Sœurs de la Miséricorde de Rouen, fondée à Rouen en 1818, absorbée par la congrégation de la Providence de Lisieux en 1961.
- La congrégation des sœurs des Sacrés-Cœurs de Jésus et de Marie, fondée en 1818, aux Brouzils en Vendée par le père Pierre Monnereau (1787-1856).
- La congrégation des Sœurs du Sacré-Cœur de Jésus, fondée en 1818, à saint-Aubin-les-Elbeuf par Geneviève Freret, en religion Mère Saint-Joseph (née en 1791) et l'abbé Lefebvre.
- La congrégation des Sœurs de la Sainte-Famille de Villefranche-de-Rouergue fondée en 1816 par sainte Émilie de Rodat.
- La congrégation des Sœurs de l'instruction chrétienne de Saint-Gildas-des-Bois, fondée en 1820 par le père Gabriel Deshayes et Michelle Guillaume.
- La congrégation des Sœurs de l'adoration perpétuelle du Sacré Cœur de Jésus, fondée à Lyon en 1820 par Caroline de Choussy de Grandpré (1783-1827) en religion Mère Jeanne-Françoise de Jésus.
- La congrégation des Sœurs de Sainte Clotilde, fondée en 1821 par Antoinette Desfontaines et le père Jean-Baptiste Rauzan, (1757-1847).
- La congrégation des Sœurs du Christ Rédempteur, fondée à Fougères en 1827 par Anne Boivent, en religion Mère Marie-Thérèse de la Croix (1787-1865) et le père Jean-Baptiste Le Taillandier (1788-1870).
- La congrégation des Filles de la Charité du Sacré-Cœur de Jésus, f.c.s.c.j, fondée en 1823 à La Salle-de-Vihiers par l'abbé Jean-Maurice Catroux (1794-1863) et Rose Giet (1784-1848).
- La congrégation des Filles de Sainte-Marie de la Présentation, s.m.p. fondée à Broons en 1828 par Louise et Laurence Lemarchand et l'abbé Joachim Fleury.
- La congrégation des Sœurs de l'Immaculée Conception de Saint-Méen, fondée en 1831 par sœur Saint-Félix à Saint-Méen-le-Grand.
- La congrégation des sœurs des Saints Anges, congrégation fondée à Lons-le-Saunier en 1831 par Barbe Élise Poux, en religion Mère Marie Saint-Michel (1798-1855).
- L'Institut du Cœur immaculé de Jésus, fondé en 1832, à Nogent-le-Rotrou, fondé par Père Brière et Melle Caroline Delfeuille.
- La congrégation des Filles de Jésus (de Kermaria) fondée en 1834 par Perrine Samson, en religion Mère Sainte Angèle (1790-1847).
- La congrégation des sœurs du Sauveur et de la sainte Vierge fondée en 1834 à La Souterraine par Mère Marie de Jésus du Bourg.
- La congrégation de l'Immaculée Conception de Buzançais, fondée en 1835 à Buzançais par l'abbé Odoul (1800-1851); En 1970, la congrégation fusionne avec la congrégation de l'Immaculée Conception de Saint-Méen.
- La congrégation des Sœurs de la Sainte-Famille d'Amiens (Issue en 1837 de la Sainte-Famille de Besançon).
- La congrégation des sœurs de saint François d'Assise de Lyon fondée à Lyon par Anne Rollet en religion Agnès de la Conception.
- La congrégation des sœurs de Saint Joseph de Tarbes fondée le 15 août 1843 à Tarbes.
- La congrégation Saint Dominique de Gramond, fondée à Gramond, diocèse de Rodez, en 1843 par Marie-Anne Boutonnet (1813-1886), en religion Mère Saint François de Sales et l'abbé Pierre-Jean Combal (1790-1874). La congrégation de Gramond fusionne avec la congrégation romaine de Saint Dominique en 2016.
- Les Sœurs de la Croix de Strasbourg fondées le 2 février 1848 par Adèle de Glaubitz.
- La congrégation des Petites Sœurs de la Sainte-Enfance, p.s.s.e, fondée en 1849 à La Valla-en-Gier, diocèse de Lyon, par l'abbé Étienne Bedoin (1790-1864).
- La congrégation des Religieuses du Sacré-Cœur de Marie, fondée à Béziers en 1849, par l’abbé Jean Gailhac (1802-1890) et Apollonie Pélissier, en religion Mère Saint Jean.
- La congrégation des Sœurs de Sainte-Anne, s.s.a., fondée en 1850, par la bienheureuse Marie-Anne Blondin à Vaudreuil au Québec.
- La congrégation des Dominicaines de Notre Dame du Très Saint Rosaire de Monteils, fondée à Bor-et-Bar, diocèse de Rodez, en 1850 par mère Marie-Anastasie (1832-1878) et l'abbé Gavalda.
- La congrégation des Dames Zélatrices de la Sainte-Eucharistie, congrégation diocésaine fondée à Paris en 1853, autorisée en 1878, fusionne en 1957 avec les sœurs de l'Immaculée Conception de Notre Dame de Lourdes.
- La congrégation des Dominicaines de la congrégation française de Sainte Catherine de Sienne fondée en 1854 à Bonnay par Joséphine Gand en religion Mère Saint-Dominique de la Croix (1819-1907).
- La congrégation des Franciscaines servantes de Marie fondée en 1856.
- La congrégation des Sœurs de l'Enfant Jésus de Chauffailles, r.e.j. fondée en 1859 à Chauffailles par Reine Antier (1801-1883).
- La congrégation des sœurs de l'Immaculée Conception de Notre Dame de Lourdes, I.N.S.L, fondée en 1863 par Eugénie Ducombs (1814-1878), en religion Mère Marie de Jésus Crucifié.
- La congrégation des sœurs du Christ à Gethsémani, fondée en 1864 par Antoine Nicolle (1817-1890).
- La congrégation Sœurs de Notre Dame de la Merci, fondée en 1864 par Elisabeth Bacq, en religion Mère Thérèse de Jésus (1825-1895).
- La congrégation des Petites Sœurs de l'Assomption, été fondée en 1865 à Paris, par le Père Étienne Pernet[8] (1824-1999), religieux assomptionniste, et Antoinette Fage (1824-1883).
- La congrégation des Dominicaines missionnaires de Notre-Dame de la Délivrande fondée le 2 février 1868 au Morne-Rouge par Laure Sabès (1841-1911).
- Les Dominicaines de la Sainte-Famille, congrégation fondée en 1879 par Mère Thérèse Emilie Bourget.
- Les Sœurs de Saint Dominique de Cracovie.

#### Fondations auXXesiècle
- Les Sœurs de la Famille de Béthanie, congrégation fondée le 17 avril 1930 à Puszczykowo, en Pologne, par le père Józef Małysiak et Irena Parasiewicz sous le nom de Société du travail de Béthanie.
- L’Institut des Filles du Cœur Immaculé de Marie, fondée, à Bamako au Mali, en 1934 par Paul-Marie Molin (1885-1967), de la Société des Missionnaires d’Afrique.
- L’Institut des sœurs Dominicaines du Saint-Esprit, fondé en 1943 par l'abbé Victor-Alain Berto.
- La congrégation romaine de Saint-Dominique, issue de la fusion le 9 décembre 1959 :
  - des Dominicaines du Sacré-Cœur de Jésus, Hardinghen, Pas-de-Calais ;
  - des Dominicaines du Très Saint Rosaire, Sèvres, Hauts-de-Seine ;
  - des Dominicaines de la Sainte-Trinité, Chalon-sur-Saône ;
  - des Dominicaines de la congrégation de Saint-Dominique, Nancy ;
  - des Dominicaines de Notre-Dame du saint Rosaire et de saint Thomas d'Aquin, Livry-sur-Seine, Seine-et-Marne.
- La congrégation de la Retraite (les Sœurs de la Retraite), issue de la fusion le 15 mai 1966 :
  - des Religieuses de la Retraite du Sacré-Cœur, Société de Marie d'Angers ;
  - des Filles de la Sainte-Vierge de la Retraite, de Lannion-Vannes .
  - des Sœurs de la Retraite du Sacré-Cœur, de Bruges.
- La congrégation des Sœurs de Jésus Serviteur, union en 2007 de cinq congrégations de tradition ignatienne :
  - les Sœurs du Saint-Sacrement, Lyon ;
  - les Filles de Marie, Grenoble ;
  - la congrégation du Saint Nom de Jésus et Marie, Besançon ;
  - la congrégation des sœurs Minimes du Saint Cœur de Marie, fondée à Rodez au XIXe siècle par Julie Chauchard (mère Marie du Bon Pasteur) (1794-1872) ;
  - les Petites Sœurs de Notre Dame, Grenoble.

## Les congrégations hospitalières

### Fondations auXIesiècle
- Les religieuses de Saint Augustin (les Augustines).

### Fondations auXIIIesiècle
- La congrégation des Augustines du Précieux Sang, congrégation fondée en 1226 à Arras. En 1970 elle rejoint la fédération des sœurs Augustines de France qui vient d'être érigée. Elle fusionne en 1976 avec les Augustines de l'Hôtel-Dieu de Paris, pour former la congrégation des Augustines de Notre-Dame de Paris.

### Fondations auXVesiècle
- Les Religieuses de Sainte Marthe.

### Fondations auXVIIesiècle
- La congrégation des Sœurs Hospitalières de l'Hôtel-Dieu de Caen, fondée en 1629 par des sœurs envoyées par l’Hôpital de la Madeleine de Rouen.
- La congrégation des Sœurs de Saint-Alexis, fondée à Limoges en 1657-1659 par Marie de Petiot. En 1968 la congrégation fusionne avec la congrégation de l’Immaculée Conception dites des Sœurs bleues de Castres.
- La congrégation des Sœurs Hospitalières de Saint Thomas de Villeneuve, fondée à Lamballe (Côtes-d’Armor) en 1661, par le Père Ange Le Proust (1624-1697), religieux augustin.
- La congrégation des Religieuses Augustines Hospitalières de l'Hôtel-Dieu de Vire, fondée en 1662.
- La congrégation des Sœurs du Très-Saint-Sacrement et de la Charité, fondée en 1671 à Montoire-sur-le-Loir par Antoine Moreau, curé de la paroisse. Dispersée à la Révolution, elle se reconstitua à Bourges en 1801.
- La congrégation des Sœurs de la Charité de Notre-Dame, Evreux, 1682.
- La congrégation des Sœurs de la Maison de la Providence de Lisieux, congrégation enseignante et hospitalière de droit diocésain fondée en 1683 par Jeanne-Françoise et Marie-Thérèse Jouen.
- La congrégation des Religieuses Hospitalières de Notre-Dame de la Charité, fondée à Dijon en 1683 par le vénérable Bénigne Joly.
- Les Sœurs de Saint-Paul de Chartres, s.c.p., congrégation fondée en 1696 par le Père Louis Chauvet et Marie Anne de Tilly.
- Les Sœurs de la Charité.
- La congrégation des Sœurs de la Charité de Nevers, fondée à Saint-Saulge en 1680 par le père Jean-Baptiste Delaveyne (1653-1719), prêtre et moine bénédictin.

### Fondations auXVIIIesiècle
- La congrégation des Filles de la Sagesse[9], fondée en 1703 par saint Louis-Marie Grignion de Montfort et la bienheureuse Marie-Louise Trichet.
- La congrégation des Sœurs de Notre-Dame de Charité de Rouen, congrégation fondée en 1714[10] à Rouen à l'Hôpital Général par Marie-Barbe Pellerin de la Coudraye, novice de la congrégation des Servantes de Jésus de Caen. En association avec la congrégation de Notre-Dame de Charité de Lisieux à partir de 1967.
- La congrégation des Sœurs de Notre-Dame de Charité de Lisieux, congrégation de droit diocésain fondée à Lisieux en 1727 par Marie-barbe Pellerin de la Coudraye (1686-1763).
- La congrégation des religieuses du très-saint Sacrement, congrégation de droit diocésain (1755), puis de droit pontifical (1914), fondée en 1732 à Mâcon par le chanoine Louis Agut. Maison-mère à Autun de 1836 à 1971, puis à La Mulatière.
- La congrégation des Augustines hospitalières de l'Hôtel-Dieu de Carpentras, congrégation fondée en 1736 pour desservir l'Hôtel-Dieu de Carpentras fondé par l'évêque Malachie d'Inguimbert. La congrégation est absorbée en 1952 par les Augustines de Meaux.
- La congrégation des Sœurs de la charité de sainte Jeanne-Antide Thouret, fondée en 1799 à Besançon par Jeanne-Antide Thouret (1765-1826).

### Fondations auXIXesiècle
- La congrégation des Petites sœurs de saint François d'Assise[11].
- La congrégation des Sœurs de Notre-Dame de la Compassion de Villersexel[12], congrégation de droit diocésain fondée au Bélieu dans le Doubs en 1809 par l'abbé Lambelot et Marie-Agnès Pagnot. En 2002 la congrégation fusionne avec six autres pour former une nouvelle congrégation nommée les sœurs de l'Alliance.
- La congrégation des sœurs de Saint-Joseph à Chambéry, crée en 1812.
- La congrégation des Sœurs hospitalières de Saint-Laurent, fondée en 1813 à Nuits-Saint-Georges en Côte-d'Or, par des Sœurs hospitalières de Sainte-Marthe de Beaune, à laquelle la congrégation indépendante, se rattache en 1939.
- La congrégation des sœurs de la Miséricorde de Sées, fondée en 1823 à Sées par le chanoine Jean Jacques Bazin.
- La congrégation des Sœurs de la Sainte-Enfance de Marie de Nancy, congrégation de droit diocésain fondée en 1823 par un prêtre lorrain, l'abbé Claude Daunot. Fondée à Dommartin-la-Chaussée, puis transférée à Nancy. - En 2002 la congrégation fusionne avec six autres pour former une nouvelle congrégation appelée sœurs de l'Alliance.
- La congrégation des Sœurs gardes-malades de l'Immaculée-Conception de Chambéry, congrégation hospitalière de droit diocésain fondée à Chambéry en 1827 par le curé Gabriel Muffat-Jeandet et Anne Nicoud. En 2002 la congrégation fusionne avec six autres pour former une nouvelle congrégation nommée les sœurs de l'Alliance.
- La congrégation des Sœurs de la Présentation de Marie de Chatel, congrégation fondée à Arinthod (Jura) par l'abbé Joseph-Marie-Felix Perray, transférée au château de Chagny (Saône-et-Loire) en 1833 et à Chatel (Jura) en 1850. En 2002 la congrégation fusionne avec six autres pour former une nouvelle congrégation nommée les sœurs de l'Alliance.
- La congrégation des Sœurs de Saint-Joseph-de-l'Apparition, s.j.a. fondée en 1832 à Gaillac (Tarn) par sainte Émilie de Vialar (1797-1856).
- La congrégation des Sœurs de Notre-Dame du Calvaire, congrégation fondée à Gramat en 1833 par le père Pierre Bonhomme (1803-1861).
- Sœurs de Notre Dame du Bon Secours de Lyon fondées en 1835 à Lyon par Étiennette Chavent (1796-1875).
- La congrégation des Sœurs de la Miséricorde, fondée à Caen en 1844, par l'Abbé Beaussire, prêtre à Notre-Dame de Caen.
- La congrégation des Sœurs gardes-malades de Notre-Dame Auxiliatrice, fondée en 1845 à Montpellier par le père André Soulas (1808-1857), et Virginie Montagnol de Cazilhac, en religion mère Marie de Jésus (1812-1875). En 2002 la congrégation fusionne avec six autres pour former une nouvelle congrégation nommée les sœurs de l'Alliance.
- La congrégation des Franciscaines de Calais, union en 1854, à Calais de sept communautés[13] de sœurs franciscaines sous l'impulsion de Mg Pierre-Louis Parisis, évêque d’Arras, de Mère Louise Mabille et du chanoine Adolphe Duchenne. En 1965, la congrégation des Franciscaines de Calais prend la dénomination de «Franciscaines missionnaires de Notre-Dame», en raison de son extension à travers le monde.
- La congrégation des Sœurs de la Compassion de Rouen, fondée à Rouen en 1844, par Louis Blanquart de Bailleul, congrégation absorbée par la congrégation des sœurs de la Présentation de Marie en 2009.
- La congrégation des Augustines du Sacré-Cœur. En 1856, formation à Abbeville[14] d'une congrégation d'Augustines sous le vocable du Sacré-Cœur, supprimée en 1954.
- Les Franciscaines filles de la Miséricorde (Congregatione Sororum Franciscalium Filiarum Misericordiae), congrégation fondées en 1856 à Pina (Algaida) sur l'île de Majorque pour donner une éducation gratuite aux filles pauvres et apporter des soins aux malades.
- La congrégation des Sœurs hospitalières de Saint-Roch[15]. congrégation hospitalière de droit diocésain fondée à Antraigues (Ardèche) le 7 août 1859 par l'abbé Froment, curé de la paroisse. En 2002 la congrégation fusionne avec six autres pour former une nouvelle congrégation nommée les sœurs de l'Alliance.
- La congrégation des Sœurs du tiers-ordre de Saint-Dominique d'Albi[16], fondée à Albi en 1852 à Albi par Gérine Fabre (1811-1887). Elle devient congrégation des Sœurs Dominicaines de Sainte-Catherine de Sienne.
- La congrégation des Sœurs de Notre Dame de la Merci fondée en 1864 à Nancy par Thérèse Bacq (1825-1896).
- La congrégation des Sœurs franciscaines hospitalières de l'Immaculée Conception, fondée à Lisbonne en 1876.
- La congrégation des Sœurs hospitalières du Sacré-Cœur de Jésus, fondée à Ciempozuelos-Madrid (Espagne) le 31 mai 1881, par Saint Benoît Menni, prêtre de l’ordre de Saint Jean de Dieu.
- Les Franciscaines des Sacrés Cœurs d'Antequera, congrégation fondée en 1884 en Espagne, vouée aux soins des malades et à l'enseignement des jeunes.

### Fondations auXXesiècle
- La congrégation des Frères de l'Assomption de Butembo-Beni, Fondée à Butembo-Beni, R.D. Congo / Nord-Kivu, par Monseigneur Henri Piérard, en 1952.

## Les instituts séculiers

### Les instituts séculiers masculins
- La société du Prado, fondé en 1860 à Lyon par le père Antoine Chevrier ;
- L'institut séculier Jésus-Prêtre ;
- L'institut séculier Saint-Gabriel-Archange ;
- L'institut séculier Sainte-Marie-de-l’Annonciation ;
- L'institut séculier Sainte-Famille ;
- L'institut séculier des Fils de Notre-Dame de Vie (branche masculine laïque de l'Institut Notre-Dame de Vie) fondé en 1963 ;
- L'institut séculier des Prêtres de Notre-Dame de Vie (branche sacerdotale de l'Institut Notre-Dame de Vie) fondé en 1964.

### Les instituts séculiers féminins
- L’Alliance en Jésus par Marie (es).
- Les Apôtres de la charité (piccole apostole della carità) Milan, Italie,
- Caritas Christi, Paris, France.
- Les Catéchistes du Sacré-Cœur de Jésus, (catequistas do sagrado coração de jesus), Presidente Prudente, Brésil.
- Les Oblates du Christ-Roi, Chiavari, Italie.
- L'Œuvre du Divin Amour (opera del divino amore), Naples, Italie.
- Les Ancelles de la Divine Miséricorde, (Ancelle della Divina Misericordia), Valenzano, Italie.
- Les Fidèles Servantes de Jésus, (Fieles Siervas de Jesús), institut séculier, fondé en 1938 par Andrés Basset et Mercedes Ricaurte à Bogota, Colombie.
- Filiacion Cordimariana, Espagne.
- Union des Filles de Dieu (it), (Unio Filiarum Dei), institut fondé à Trévise, Italie, en 1924.
- L'Institution Thérèsienne, est née en Espagne en 1911 de l’intuition de saint Pedro Poveda Castroverde.
- Les Servantes de Jésus prêtre, Ribeirao Preto, Brésil.
- Les Missionnaires des malades (Missionarie degli Infermi), institut fondé à Milan en 1936 par Germana Sommaruga.
- Notre-Dame de la Route, Vienne, Autriche.
- Notre-Dame du Travail, Association fondée à Lyon, en 1904, par Aimée Novo et Andrée Butillard. Implantée en 1908 sur le territoire de la Paroisse Notre-Dame du Travail, à Paris. Institut séculier féminin de droit pontifical depuis 1949.
- L'institut Notre-Dame de Vie (branche féminine), fondé en 1932 dans le diocèse d'Avignon.
- Les Ouvrières de la Croix (Obreras de la Cruz), institut fondé en 1934 à Valence, par le père Vicente Garrido Pastor (1896-1975), prêtre diocésain.
- Les Filles de la Reine des Apôtres (it) (Figlie della Regina degli Apostoli), l'institut a été fondé en 1921 par Elena Da Persico (it) (1869-1948).
- Les Missionnaires de la Royauté de Notre-Seigneur Jésus-Christ (it), (missionarie della regalità di n. s. gesù cristo), association fondée en 1919 à Assise.
- L'Institut des Missionnaires du Sacerdoce Royal (L’Istituto delle Missionarie del Sacerdozio Regale di Cristo), l’institut a été fondé en 1945 à Milan, avec le soutien du Cardinal Alfredo Ildefonso Schuster, maintenant bienheureux, et de Ezia Fiorentino.
- Les Apôtres du Sacré Cœur de Jésus, l'institut a été fondé le 30 mai 1894 à Viareggio par Mère Clelia Merloni (1861-1930).
- Les Oblates du Sacré Cœur de Jésus, o.s.c, ont été fondées le 2 février 1894 par Maria Teresa Casini (1864-1937) avec l'aide de Arsenio Pellegrini, abbé du monastère basilien de Grottaferrata.
- Les Filles du Sacré-Cœur, (Figlie dei Sacri Cuori di Gesù e Maria), Bitonto, Italie.
- Vie et Paix dans le Christ Jésus, l'Institut Vie et Paix a ses origines dans l'archidiocèse de Pampelune en Navarre, fondé par le père Cornelio Urtasun Irisarri en 1940.
- Institut séculier des missionnaires de la paternité divine, institut fondé au Mans en 1933 par Jeanne-Berthe Laurà.

## Les institutions de l'Église catholique

### Les prélatures personnelles
- L'Opus Dei, fondé en 1928 par Josemaría Escrivá de Balaguer. Étant à l'origine une pieuse union, puis un institut séculier, l'Opus Dei reçoit en 1982 le statut de prélature personnelle.

## Les fraternités
- Les Fraternités monastiques de Jérusalem.
- Les Petits Frères de Jésus, fraternité fondée en 1933 par le Père René Voillaume.
- La Communauté du Chemin-Neuf, fondée à Lyon en 1973.
- La Fraternité Saint-Vincent-Ferrier, d'inspiration dominicaine, fondée en 1979.
- La Fraternité sacerdotale Saint-Pierre, fondée le 18 juillet 1988 par plusieurs membres de la FSSPX refusant les sacres au sein du mouvement de Marcel Lefebvre.

## Autres congrégations
- La congrégation des Sœurs de Marie-Auxiliatrice fondée en 1854 par Marie-Thérèse de Soubiran.
- La congrégation de Notre Dame du Cénacle, ou selon leur nom complet Sœurs de Notre-Dame de la Retraite du Cénacle.
- La congrégation des sœurs de l'Enfant-Jésus.
- Les Filles de Saint-Paul (les Pauliniennes), f.s.p.
- La Légion du Christ (les Légionnaires), l.c.
- L'Ordre libanais maronite, o.l.m.
- L'Ordre mariamite maronite, o.m.m.
- L'Ordre antonin maronite, o.a.m.
- L'Ordre basilien salvatorien.
- L'Ordre basilien choueirite, b.c.
- Les Serviteurs de Jésus et de Marie, s.j.m., congrégation religieuse apostolique de droit diocésain, fondée en 1930 par le père Jean-Edouard Lamy.
- La Société du Divin Verbe, s.v.d.
- Les Sœurs de la Foi.
- Les Sœurs dominicaines de Béthanie, congrégation fondée le 14 août 1866 par le Père Jean-Joseph Lataste o.p.
- Les Studites m.s.u.
- Les Paulistes, c.s.p.
- Les Missionnaires de la Charité, m.c.
- Les Frères Missionnaires de la Charité, m.c.
- Les Missionnaires de Maryknoll, m.m.
- Les Sœurs missionnaires de la Société de Marie.
- La congrégation des Missionnaires de Saint-Charles (les Scalabriniens), s.c.
- Les servantes des pauvres d'Angers, o.r.s.b, congrégation fondée par Dom Camille Leduc, moine de Solesmes, le 10 février 1872.
- Les Missionnaires du Chemin, institut religieux fondée par frère Faustino et frère Umile (cas des frères) et sœur Chiara (cas des sœurs), le 4 octobre 2009.
- Oblates du Très Saint Rédempteur.